# 耶稣圣心圣殿 (本地治里)
耶稣圣心圣殿 (英語：Basilica of the Sacred Heart of Jesus)是一座罗马天主教宗座圣殿，位于印度本地治里市的南大道，哥特式建筑。该堂已成为印度著名朝圣胜地之一，拥有罕见的花窗玻璃，描绘基督和天主教圣徒。

## 历史
1895年, 当时的甘地总主教将本地治里总教区奉献给耶稣圣心，打算在城南建造一座供奉耶稣圣心的新教堂，安排主教座堂的Telesphore Welter神父负责设计。
1907年12月17日，新教堂举行了第一场弥撒。1908年1月27日成立堂区。
2008年，该堂庆祝了堂区成立百年庆典，为此特别发行了邮票。
2011年6月24日，罗马教廷宣布将该堂升为宗座圣殿。7月29日由总主教宣布。9月2日，教廷使节到访，正式宣布该堂为宗座圣殿。

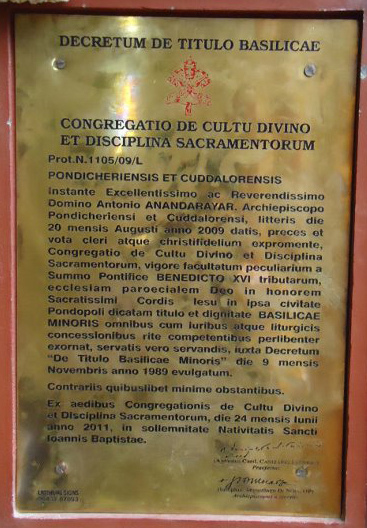
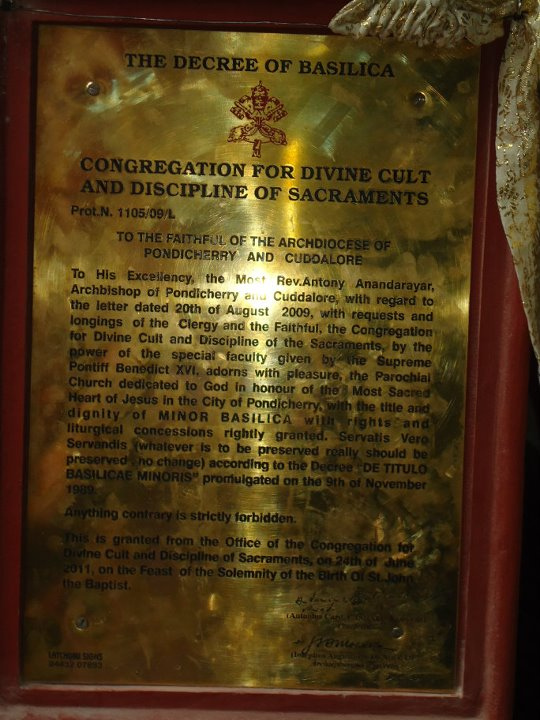
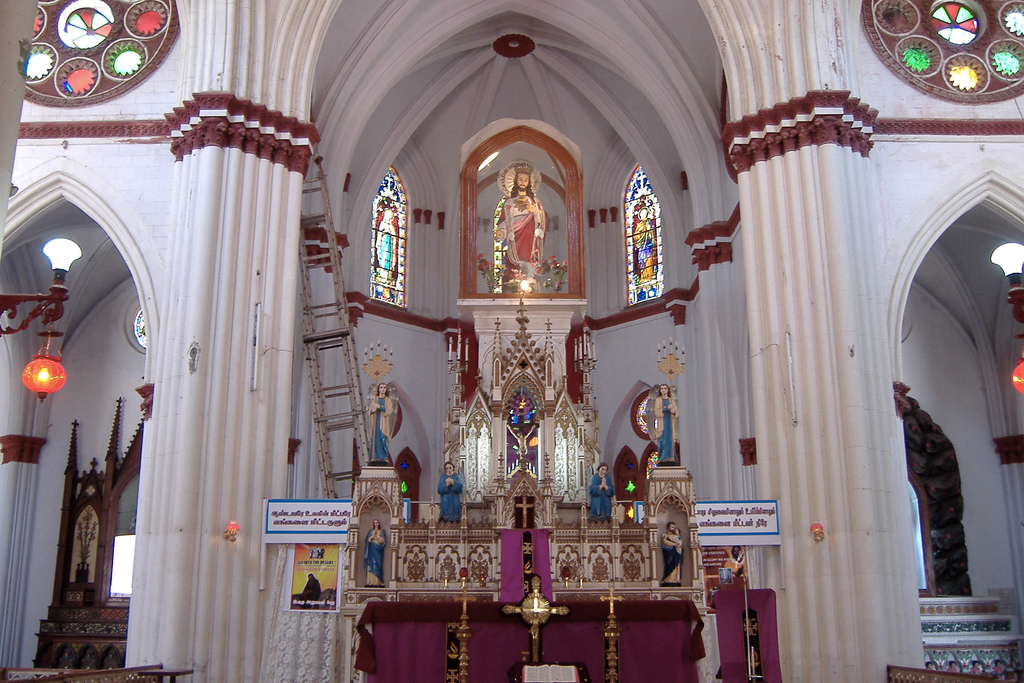
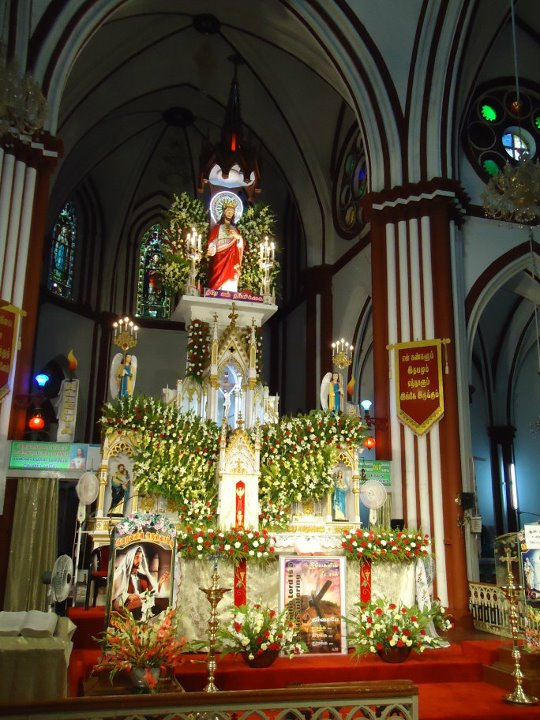
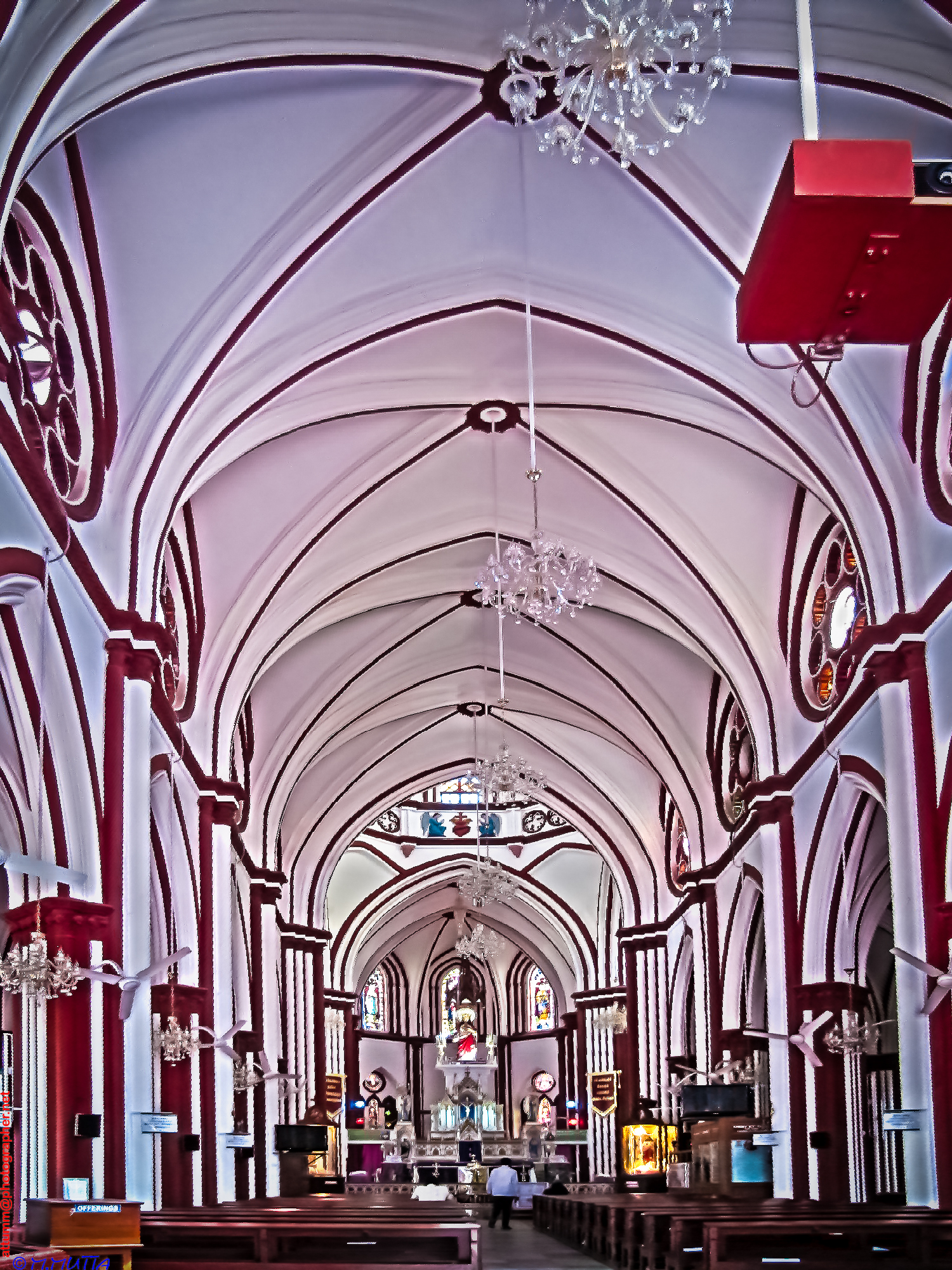
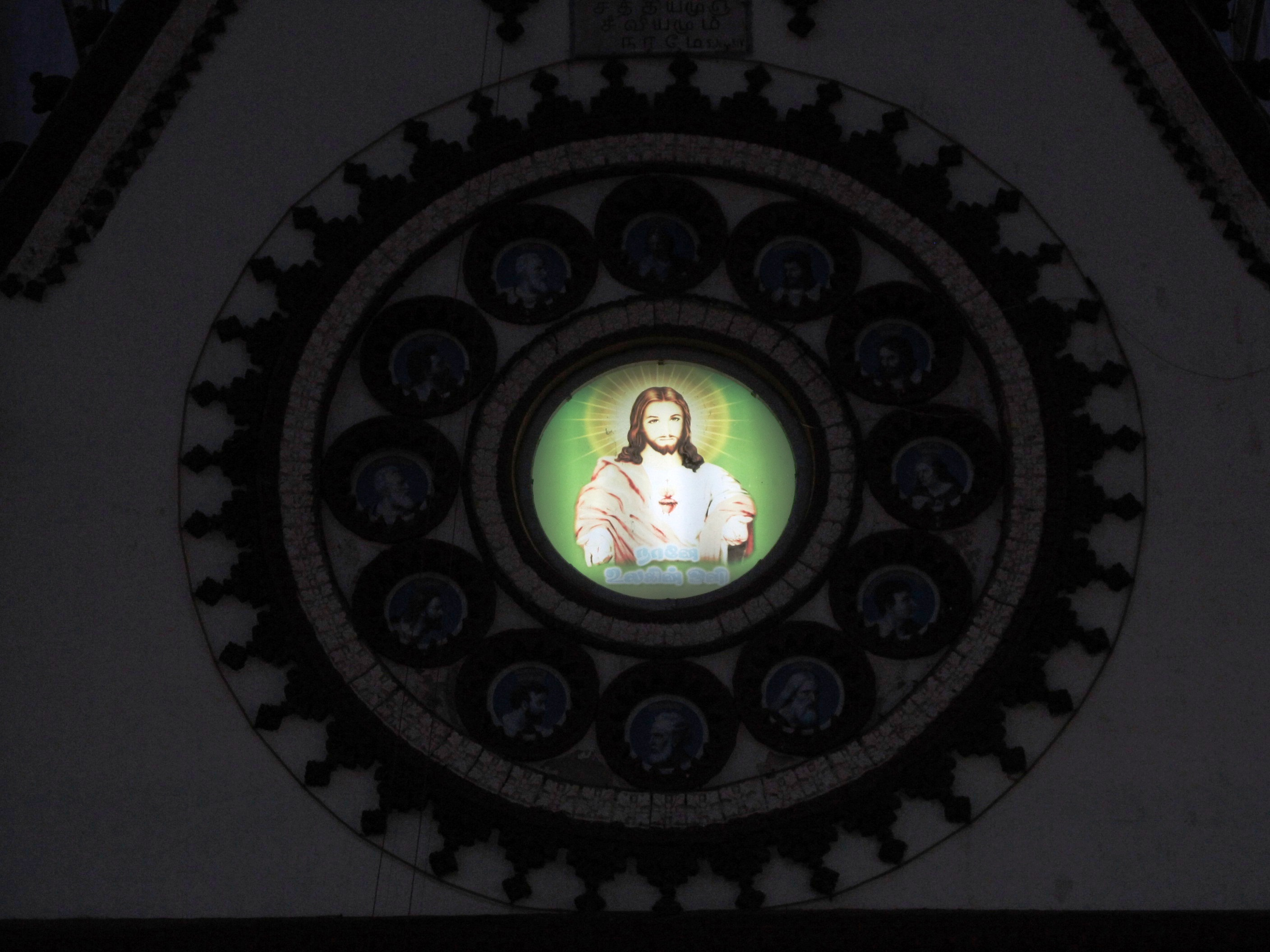